# Урбьета Соса, Константино
Константино Урбьета Соса (исп. Constantino Urbieta Sosa; 12 августа 1909, в некоторых источниках 1907, Консепсьон — 12 декабря 1983, Авельянеда) — парагвайский и аргентинский футболист, центральный полузащитник.

## Карьера
Константино Урбьета Соса родился в районе Укуа Пора города Консепсьон в семье Марсиаля Урбьеты и Тересы Сосы. Чуть позже они переехали в Асунсьон, в район Кабальеро. Этот район находился около стадиона Теньенте Фаринья. Там его обнаружил футболист Мануэль Флейтас Солич, игрок клуба «Насьональ». Он просмотрел Сосу и зачислил его в клуб. Также туда были зачислены его братья Пасиано, Фульгенси и ещё три брата.
В 1931 году Константино уехал в Аргентину, в «Ньюэллс Олд Бойз», где провёл один сезон. В 1932 году Соса перешёл в клуб «Тигре», за который провёл 21 матч и забил 1 гол. Годом позже футболист стал игроком команды «Годой-Крус», выступая в Лиге Мендоса. В 1935 году полузащитник перешёл в «Сан-Лоренсо», за который сыграл три встречи. В 1939 году Соса играл за «Эстудиантес» во втором дивизионе, сыграв шесть встреч.
Урбьето Соса выступал за две национальные команды. В 1931 году он сыграл два матча за сборную Парагвая. В 1934 году он поехал в составе сборной Аргентины на чемпионат мира. Там он сыграл одну встречу с командой Швеции, в котором его команда проиграла 2:3.

## Достижения
- Чемпион Парагвая: 1926